# Servio Tulio
Servio Tulio Serodio Abelha (Bom Jesus do Itabapoana, 8 de janeiro de 1964 - Niterói, 10 de março de 2023) foi um músico e radialista brasileiro.
Radicado em Niterói, fundou em 1985 o duo de música eletrônica Saara Saara, ao lado do amigo Raul Rachyd. Pioneiro do estilo, o grupo fez sucesso no circuito alternativo carioca na década de 1980, graças às fitas demo tocadas na Fluminense FM. Na mesma época começou a trabalhar como produtor na Rádio Jornal do Brasil. Foi também programador das rádios Opus 90 FM e MEC. Integrou a Orquestra Ektoplasma, grupo também dedicado à música eletrônica.
Depois do Saara Saara, seu trabalho como pesquisador levou-o a diversos projetos musicais, como os grupos Diabolus in Musica (trio especializado em música medieval), Anonimus (dedicado ao repertório colonial brasileiro), Tritonus (renascença italiana), Cabaret Gallant (barroco francês), Presto (renascença francesa e italiana). e Kabarett Berlin (com Glauco Baptista, dedicado à música de cabaré da República de Weimar)
Em 2000, retomou com Rachyd o Saara Saara, lançando em 2003 o único álbum do grupo, Sucessos que o Mundo Esqueceu.

## Discografia
- 1993 - Anonimus - Anonimus (Niterói Discos)[7]
- 2003 - Saara Saara - Sucessos que o Mundo Esqueceu (Astronauta)[8]
- 2006 - Kabarett Berlin - Cabaret (L'Art)